# YouTube Music

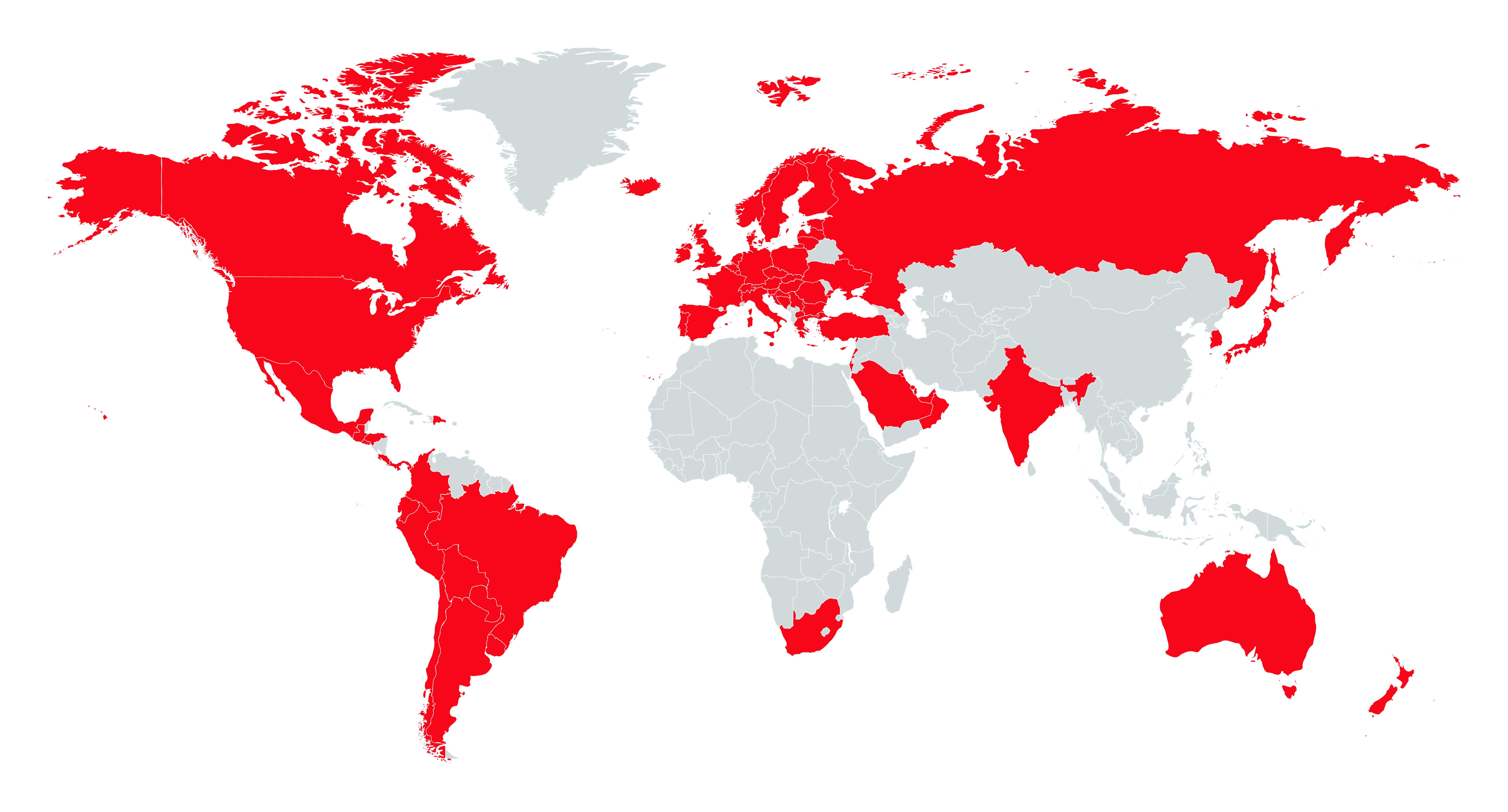
Мапа доступності послуги YouTube Music у світі

YouTube Music — сервіс потокового аудіо, розроблений відеохостингом YouTube; він забезпечує спеціальний інтерфейс для сервісу, орієнтованого на потокове передавання музики, що дозволяє користувачам переглядати музичні відео на YouTube на основі жанрів. Сервіс також пропонує рівень преміумкласу, який дозволяє відтворювати без реклами та надає фонове відтворення й завантаження музики для програвання в офлайновому режимі. Ці підписки також пропонуються абонентам Google Play Music та YouTube Premium.
Застосунок доступний у 50 країнах світу: Аргентині, Австралії, Австрії, Бельгії, Болівії, Бразилії, Болгарії, Канаді, Чилі, Колумбії, Коста-Риці, Кіпрі, Чехії, Данії, Домініканській Республіці, Еквадорі, Ель Сальвадорі, Фінляндії, Франції, Німеччині, Гватемалі, Гондурасі, Угорщині, Індії, Ірландії, Італії, Японії, Люксембургові, Мексиці, Нідерландах, Новій Зеландії, Нікарагуа, Північній Македонії, Норвегії, Панамі, Парагваю, Перу, Польщі, Португалії, Румунії, Російській Федерації, Південній Африці, Південній Кореї, Іспанії, Швеції, Швейцарії, Великій Британії, Сполучених Штатах, Уругваї та Україні. Застосунок належить компанії YouTube.

## Історія
Про застосунок YouTube Music стало відомо у жовтні 2015 року, та було видано через кілька місяців; видання відбувалося разом з послугою YouTube Red, додатковою платною послугою, що покриває увесь YouTube, включаючи застосунок YouTube Music. Хоча й послуга програвала Google Play Music абонементу All Access, застосунок було створено для людей, які переважно слухали музику з YouTube.
17 травня 2018 року YouTube оголосив про вихід нової версії YouTube Music, яка включала версію для комп'ютерів та оновлений застосунок, поліпшений режим поради музики, та використання технологію штучного інтелекту від Google для пошуку пісень згідно з описами та текстів пісень. На додачу, YouTube Music стане окремою абонентською послугою (схожою на змагальні компанії Apple Music та Spotify), пропонуючи фонове програвання музики, яке вільне від реклам та завантаження музики з YouTube для офлайнового прослуховування. Функції сервісу розширюватимуться, як частина послуги YouTube Premium (нова назва YouTube Red), та для абонентів послуги All Access сервісу Google Play Music. Ціна абонемента YouTube Music складає US 9.99$ на місяць, як і у схожих стримінгових сервісів; для нових користувачів ціна абонемента YouTube Premium сягає 11.99$.. Для України ціна абонемента складає 79 гривень/місяць.
Сервіс працюватиме рівнобіжно з Google Play Music, проте менеджер YouTube Music, Еліас Роман, оголосив що користувачі Google Play Music будуть переведені до сервісу YouTube Music, після того, як він отримає рівні з Google Play Music можливості (включаючи можливості придбання музики та хмарної музичної колекції, яку завантажує сам користувач). Інший менеджер послуги YouTube Music Ті Джей Фовлер заявив що колекції, плейлисти та налаштування будуть перенесені до нового сервісу.
26 липня 2018 року Rolling Stone у партнерстві з YouTube Music вирішили відсвяткувати «The Rolling Stone Relaunch» та редизайн часопису та свого сайту, а також недавній запуск YouTube Music. Обидві компанії уклали угоду на один рік, надаючи їхнім користувачам ексклюзивну інформацію та диджитал-контент. Свято, яке відбулося у Брукліні, прийняло 500 інсайдерів музичного бізнесу, та було представлено виступ музиканта Шона Мендеса.

## Можливості
Застосунок надає користувачам можливість шукати та стрімити всі музичні відеозаписи на YouTube. До списку доступних альбомів входить велика кількість відомих музикантів та будь-яке відео за категорією «музика». Абоненти YouTube Music Premium мають змогу перемкнутися до функції audio-only, який може відтворювати музику у фоновому режимі, коли застосунок не в активному користуванні.

## Відсилання
1. ↑  System requirements & availability. Google Support. Google. Архів оригіналу за 31 липня 2019. Процитовано 17 листопада 2018.
2. ↑  В Україні запрацювали два нових сервіси YouTube. 5 канал. 14 листопада 2018. Архів оригіналу за 28 вересня 2020. Процитовано 9 жовтня 2021.
3. ↑  Exclusive: An inside look at the new ad-free YouTube Red. The Verge (амер.). Архів оригіналу за 4 квітня 2019. Процитовано 17 травня 2018.
4. 1 2  YouTube Music isn't perfect, but it's still heaven for music nerds. Engadget. Архів оригіналу за 12 листопада 2020. Процитовано 7 листопада 2016.
5. ↑  New YouTube Music Premium costs $9.99 monthly, add $2 to get all Red perks. Ars Technica (амер.). Архів оригіналу за 9 липня 2018. Процитовано 18 травня 2018.
6. ↑  Google announces YouTube Music and YouTube Premium. The Verge. Архів оригіналу за 14 серпня 2020. Процитовано 17 травня 2018.
7. ↑  Архівована копія. Архів оригіналу за 21 березня 2019. Процитовано 21 березня 2019.{{cite web}}:  Обслуговування CS1: Сторінки з текстом «archived copy» як значення параметру title (посилання)
8. ↑  YouTube Music will eventually get Google Play Music’s best features, including user uploads. The Verge. Архів оригіналу за 9 листопада 2020. Процитовано 24 травня 2018.
9. ↑  Rolling Stone. «Shawn Mendes Headlines Rolling Stone Relaunch Event, Presented by YouTube Music». 18 July 2018. Rolling Stone. rollingstone.com <https://www.rollingstone.com/music/music-news/shawn-mendes-headlines-rolling-stone-relaunch-event-presented-by-youtube-music-699343/ [Архівовано 28 липня 2018 у Wayback Machine.]> Retrieved 28 July 2018.
10. ↑  Dimitrios Kambouris/Getty Images. «Toots Hibbert and Shawn Mendes attend The Rolling Stone Relaunch on July 26, 2018 in New York City». Getty Images. gettyimages.se <https://www.gettyimages.se/händelse/rolling-stone-relaunch-775198560#toots-hibbert-and-shawn-mendes-attend-the-rolling-stone-relaunch-on-picture-id1005784526> Retrieved 28 July 2018.
11. ↑  «reggae». Dictionary.com Unabridged. Random House, Inc. <http://www.dictionary.com/browse/reggae [Архівовано 1 листопада 2017 у Wayback Machine.]> Retrieved 28 July 2018

## Зовнішні ланки
- Офіційний сайт